# ایندرک کایوپانک
ایندرک کایوپانک (استونیایی: Indrek Kajupank؛ زادهٔ ۱۵ مهٔ ۱۹۸۸) بازیکن بسکتبال اهل استونی است.